# Contea di Washington (Kansas)
La contea di Washington in inglese Washington County è una contea dello Stato del Kansas, negli Stati Uniti. La popolazione al censimento del 2000 era di 6 483 abitanti. Il capoluogo di contea è Washington

## Geografia fisica
Secondo lo United States Census Bureau, la contea ha una superficie di 2328 km² di cui 2318 km² è terra (99,57 %) e 10 km² (0,43%) acque interne.

### Contee confinanti
- Jefferson (Nebraska) (nord)
- Gage (Nebraska) (nordest)
- Marshall (est)
- Contea di Riley (sudest)
- Clay (sud)
- Cloud (sudovest)
- Republic (ovest)
- Thayer(Nebraska) (nordovest)

## Geografia antropica

### Città
- Washington (Capoluogo di contea)
- Barnes
- Clifton
- Greenleaf
- Haddam
- Hanover
- Hollenberg
- Linn
- Mahaska
- Morrowville
- Palmer
- Vining